# (73184) 2002 JN
2002 جاي أن (ويعرف أيضًا باسم (73184) 2002 جاي أن وفق تسمية الكوكب الصغير) (بالإنجليزية: 2002 JN)‏ هو كويكب ضمن حزام الكويكبات؛ وترتيبه 73184 من حيث الاكتشاف.
اكتُشف هذا الجُرم الفلكي بواسطة William Kwong Yu Yeung ‏ في 3 مايو 2002.

## وصلات خارجية
- (73184) 2002 JN في قاعدة بيانات مختبر الدفع النفاث لأجرام النظام الشمسي الصغيرة

- الاكتشاف · مخطط المدار ·  العناصر المدارية · المعلمات المادية

- (73184) 2002 JN على موقع ويكي سكاي: DSS2, SDSS, GALEX, IRAS, Hydrogen α, X-Ray, Astrophoto, Sky Map, Articles and images